# Spinosodus
Spinosodus is een kevergeslacht uit de familie van de boktorren (Cerambycidae). De wetenschappelijke naam van het geslacht werd voor het eerst geldig gepubliceerd in 1941 door Breuning & de Jong.

## Soorten
Spinosodus omvat de volgende soorten:
- Spinosodus rufomaculatus Breuning, 1973
- Spinosodus spinicollis Breuning & de Jong, 1941